# Microregione di Alto Solimões
Alto Solimões è una microregione dello Stato di Amazonas in Brasile, appartenente alla mesoregione di Sudoeste Amazonense.

## Comuni
| Municipio             | Popolazione (2015) | PIB (R$) (2013) | Superficie (km²) | IDH (2010)\|      |
| --------------------- | ------------------ | --------------- | ---------------- | ----------------- |
| Amaturá               | 11 242             | 53.695          | 4.758            | 0,560 basso       |
| Atalaia do Norte      | 19 054             | 78.385          | 76.354           | 0,450 molto basso |
| Benjamin Constant     | 41 329             | 166.435         | 8.793            | 0,574 basso       |
| Fonte Boa             | 19 669             | 138.039         | 12.110           | 0,530 basso       |
| Jutaí                 | 15 824             | 106.376         | 69 551           | 0,516 basso       |
| Santo Antônio do Içá  | 23 075             | 118.289         | 12.307           | 0,496 molto basso |
| São Paulo de Olivença | 38 047             | 149.044         | 19.745           | 0,521 basso       |
| Tabatinga             | 63 635             | 266.069         | 3.225            | 0,616 media       |
| Tonantins             | 18 782             | 98.905          | 6.432            | 0,548 basso       |